# Keira Walsh
Keira Walsh (Rochdale, 8 april 1997) is een voetbalspeelster uit Engeland. Ze speelt als middenvelder voor Chelsea FC in de Super League.

## Clubcarrière
Walsh begon haar carrière bij Blackburn Rovers waar ze de hele jeugdopleiding doorliep. In februari 2014 maakte Walsh haar debuut voor Blackburn Rovers. Walsh speelde 9 wedstrijden waarin ze 3 keer scoorde voor Blackburn Rovers. Hiermee zorgde ze er mede voor dat de Rovers aan degradatie wisten te ontsnappen.
Nog datzelfde jaar maakte Walsh de overstap naar Manchester City. Ze maakte haar debuut voor deze club in een wedstrijd tegen Notts County. Met City won Walsh dat jaar de League Cup. Walsh kreeg al snel een basisplaats en werd in 2017 aanvoerder van Manchester City. Ze speelde uiteindelijk acht jaar voor de club.
In 2022 maakte Walsh voor een recordbedrag de overstap naar FC Barcelona. FC Barcelona maakte een bedrag van 400.000 pond over van Manchester City, wat Walsh de duurste speelster ooit maakte in het vrouwenvoetbal. Walsh kostte  FC Barcelona aanzienlijk meer dan dat betaald werd voor de vorige recordhoudster, Pernille Harder die voor 250.000 pond de overstap maakte van VfL Wolfsburg naar Chelsea F.C.. Met FC Barcelona werd Walsh gelijk met overmacht kampioen van Spanje en won ze de Champions League door VfL Wolfsburg met 3-2 te verslaan in de finale.
In de winterstop van het seizoen 2024/25 werd Walsh door Chelsea FC weggekocht bij FC Barcelona. De Londense club betaalde €550.000 voor de komst van Walsh, een bedrag dat door bonussen op kon lopen tot €956.000.

## Statistieken
| Seizoen    | Club             | Land     | Competitie                | Wedstrijden | Doelpunten |
| ---------- | ---------------- | -------- | ------------------------- | ----------- | ---------- |
| 2014       | Blackburn Rovers | Engeland | FA Women's Super League   | 9           | 3          |
| 2014-2022  | Manchester City  | Engeland | FA Women's Super League   | 118         | 6          |
| 2022-2025  | FC Barcelona     | Spanje   | Primera División Femenina | 64          | 4          |
| 2025-heden | Chelsea FC       | Engeland | Super League              | 7           | 0          |
| Totaal     | Totaal           | Totaal   | Totaal                    | 189         | 9          |

Laatste update: 8 april 2025

## Interlandcarrière
Keira Walsh maakte haar debuut voor het Engelse nationale team op 23 februari 2017 in een vriendschappelijk duel tegen Kazachstan waarin ze ook gelijk een assist gaf. Walsh was de 200ste speelster die uitkwam voor Engeland.
Keira Walsh werd geselecteerd voor het WK 2019 waarin ze met Engeland tot de halve finale reikte waarin Verenigde Staten met 1-2 te sterk was.
Walsh werd ook geselecteerd voor het EK 2022. Met Engeland werd Walsh Europees kampioen door Duitsland met 2-1 te verslaan in de finale. Walsh kwam alle wedstrijden op het toernooi in actie en maakte grote indruk. In de finale werd ze verkozen tot Player of the Match, en ze maakte onderdeel uit van het Team of the Tournament.
Op 31 mei 2023 selecteerde bondscoach Sarina Wiegman Walsh voor het WK 2023. In het eerste groepsduel tegen Denemarken liep Walsh een knieblessure op. Hierdoor miste ze het volgende duel tegen China. Daarna bleek Walsh fit genoeg om de overige wedstrijden van het WK te spelen. Uiteindelijk verloor Walsh met Engeland met 1-0 van Spanje.
Op 6 juni 2025 werd Walsh opgenomen in de Engelse selectie voor op het EK 2025 in Zwitserland. Met haar land werd ze op 27 juli 2025 Europees kampioen door in de finale na penalty's af te rekenen met Spanje.
1 Earps ·
2 Bronze ·
3 Daly ·
4 Walsh ·
5 Greenwood ·
6 Bright ·
7 Mead ·
8 Williamson  ·
9 White ·
10 Stanway ·
11 Hemp ·
12 Carter ·
13 Hampton ·
14 Kirby ·
15 Stokes ·
16 Scott ·
17 Parris ·
18 Kelly ·
19 England ·
20 Toone ·
21 Roebuck ·
22 Wubben-Moy ·
23 Russo ·
Coach: Wiegman
1 Earps ·
2 Bronze ·
3 Charles ·
4 Walsh ·
5 Greenwood ·
6 Bright  ·
7 James ·
8 Stanway ·
9 Daly ·
10 Toone ·
11 Hemp ·
12 Nobbs ·
13 Hampton ·
14 Wubben-Moy ·
15 Morgan ·
16 Carter ·
17 Coombs ·
18 Kelly ·
19 England ·
20 Zelem ·
21 Roebuck ·
22 Robinson ·
23 Russo ·
Coach: Wiegman
1 Hampton ·
2 Bronze ·
3 Charles ·
4 Walsh ·
5 Greenwood ·
6 Williamson  ·
7 James ·
8 Stanway ·
9 Mead ·
10 Toone ·
11 Hemp ·
12 Le Tissier ·
13 Moorhouse ·
14 Clinton ·
15 Morgan ·
16 Carter ·
17 Agyemang ·
18 Kelly ·
19 Beever-Jones ·
20 Park ·
21 Keating ·
22 Wubben-Moy ·
23 Russo ·
Coach: Wiegman